# Opone

Reconstitution des routes maritimes d'après Le Périple de la mer Érythrée, début du Ier siècle

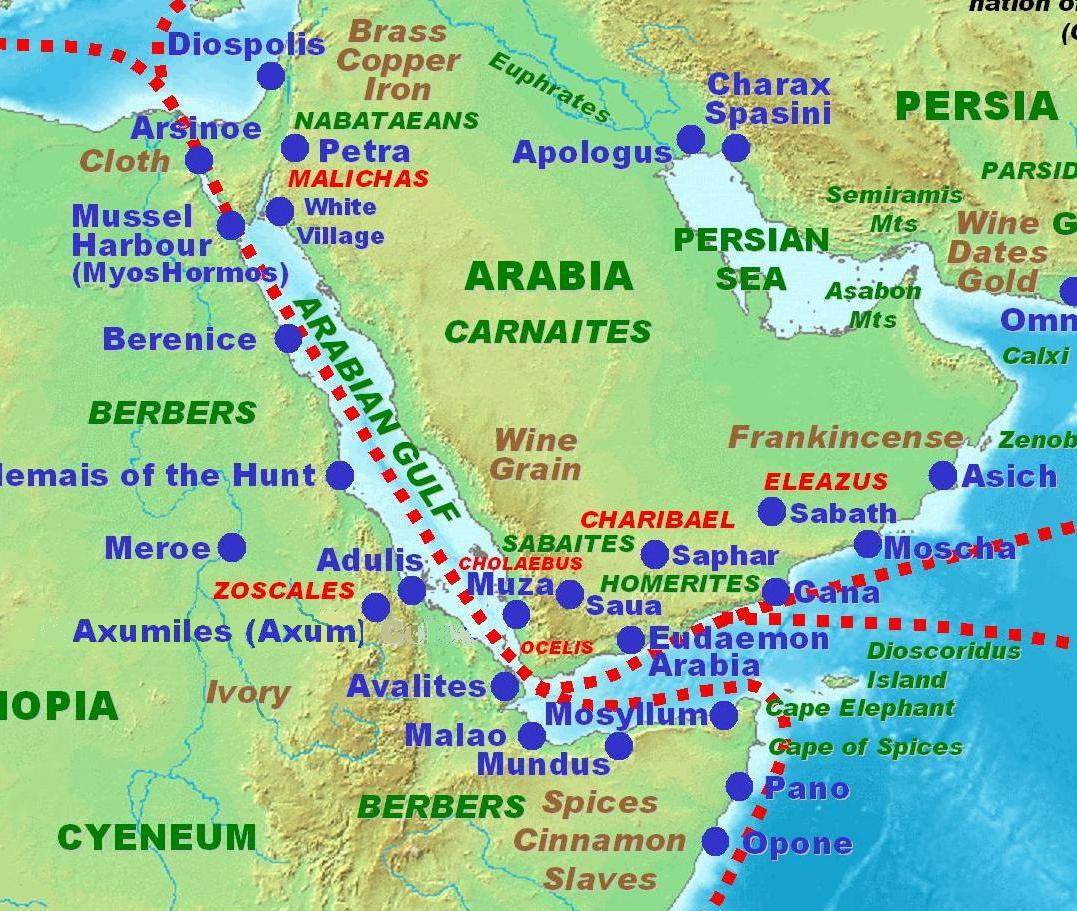
Péninsule arabique et environs, selon le Periplus Maris Erythraei.

Opone (grec ancien : Ωπώνη) est une ville portuaire de l'antique région de Barbara en Corne de l'Afrique, principalement connue pour ses relations commerciales, pendant près de 1500 ans, avec l'Azanie, le Yémen, l'Égypte, la Phénicie, les Nabatéens, Rome, la Grèce, Byzance, la Perse, mais aussi l'Inde, l'Indonésie et la Malaisie.
Les restes archéologiques permettent l'identification de ce port avec la moderne Hafun, région de Bari au nord-est de la Somalie, sur l'Océan Indien.

## Histoire
Le port est en activité depuis des époques anciennes, puisqu'on y a découvert de la poterie mycénienne.
Le Périple de la mer Érythrée, généralement daté de la première moitié du Ier siècle, indique différents ports antiques et comptoirs, dans la Corne de l'Afrique, principalement sur le territoire de l'actuelle Somalie : Rhapta (Mombasa), Essina (près de Barawa), Gondal (Kismaayo), Nikon, Serapion (Mogadiscio), Opone (Hafun), Damo (Cap Gardafui), Tave, Pano (Raas Binna), Mosylon (Bosasso), Mundus (Xiis), Malao (Berbera), Sesea,  Botiala (Bandar Kor), Bulhar (près de Zeilah), Avalites (Zeilah)..., pas tous bien identifiés.
Le commerce concerne alors surtout les épices et aromates, dont les clous de girofle et la cannelle, mais aussi la soie, l'ivoire, les peaux d'animaux exotiques et les parfums. 
Les derniers vestiges datant du VIe siècle, la peste, plus précisément les débuts de la Peste de Justinien (541-767), peut être une des causes de la fin de l'histoire d'Opone.